# Limnonectes shompenorum
Limnonectes shompenorum es una especie de rana (anfibio anuro) del género Limnonectes de la familia Dicroglossidae.

## Distribución geográfica
Es originaria de la India, Indonesia, Malasia y Singapur.